# Все ненавидят Криса
Все ненавидят Криса (англ. Everybody Hates Chris) — американская ситуационная комедия. Сериал основан на реальных подростковых событиях из жизни известного американского стендап-комика Криса Рока, который является также рассказчиком. Основные события разворачиваются после переезда Криса и его семьи из их гетто в Бруклин, Нью-Йорк, в период с 1982 по 1987 год. Название сериала пародирует название другого сериала, некогда выходившего по Си-Би-Эс: «Все любят Рэймонда».

## Сюжет
Псевдодокументальный сериал (даты, места учёбы, жительства, профессии, имена, фамилии и прочие детали жизни не совпадают с действительностью), рассказывает историю жизни Криса Рока (знаменитый комик и актёр), когда ему было 13 лет. Он, его родители, младший брат и сестра переезжают в новый район Бруклина. Отец Криса, Джулиус, работает на двух работах, чтобы обеспечить семье достойную жизнь, мать Рошелль следит за хозяйством, а также иногда работает. Крис — старший ребёнок, и воспитание сестры и брата частично ложится на него, к тому же в отличие от них, ему приходится ходить не в обычную школу, а в школу, где он является единственным чернокожим учеником. Несмотря на то, что он сразу становится мишенью своих одноклассников, ему всё же удается найти друга.

## Перевод от студии Кураж-Бамбей
Среди русскоязычной аудитории сериал известен в том числе по «адаптированному» переводу от студии озвучки «Кураж-Бамбей». В этой версии дубляжа сценарий заметно отличается от оригинала: большинство персонажей носят русские имена и фамилии, цены называются в рублях (вместо долларов), упоминаются русские топонимы и некоторые русскоязычные знаменитости. Так, семья главных героев в дубляже носит фамилию не Рок, а Каменевы (один из переводов английского слова «rock» — «камень»).

## В главных ролях
- Тайлер Джеймс Уильямс — Крис Рок в подростковом возрасте. В русском переводе — Крис Каменев.
- Терри Крюс — Джулиус Рок (Julius Rock), отец Криса. В русском переводе — Юрий Антонович Каменев.
- Тичина Арнольд — Рошель Рок (Rochelle Rock), мать Криса. В русском переводе — Роксана Бабаяновна Каменева.
- Текуан Ричмонд — Дрю Рок (Drew Rock), младший брат Криса. В русском переводе — Андрюша Каменев.
- Имани Хаким — Тоня Рок (Tonya Rock), младшая сестра Криса. В русском переводе — Тоня Каменева.
- Винсент Мартелла — Грег (Greg), одноклассник Криса. В русском переводе — Гриша.
- Крис Рок — рассказчик (голос за кадром). Также появляется в одном из эпизодов в роли школьного психолога.

## Список серий
| Сезон | Сезон | Эпизоды | Год       | DVD релиз        |
| ----- | ----- | ------- | --------- | ---------------- |
|       | 1     | 22      | 2005—2006 | 10 октября, 2006 |
|       | 2     | 22      | 2006—2007 | 9 октября, 2007  |
|       | 3     | 22      | 2007—2008 | 26 августа, 2008 |
|       | 4     | 22      | 2008—2009 | 18 августа, 2009 |